# Dajana Dengscherz
Dajana Dengscherz (* 3. Dezember 1996) ist eine ehemalige österreichische Skirennläuferin. Sie startete vor allem in den schnellen Disziplinen Abfahrt und Super-G.

## Biografie
Dajana Dengscherz stammt aus Kirchberg in Tirol und startete für den Kitzbüheler Ski Club. Sie absolvierte das Skigymnasium Saalfelden. Ihre jüngere Schwester Carina ist ebenfalls Skirennläuferin und geht im Europacup an den Start.
Nach konstant guten Leistungen in FIS-Rennen und einem nationalen Jugendmeistertitel in der Abfahrt wurde Dengscherz 2014 in den C-Kader des ÖSV aufgenommen. In der folgenden Saison erreichte sie erste Europacuppunkte in Super-G und Abfahrt. Bei den Juniorenweltmeisterschaften 2016 in Sotschi belegte sie die Ränge 15 in der Abfahrt und 22 in der Kombination, im Super-G schied sie aus. Die Saison 2015/16 beendete sie nach drei Podestplätzen auf dem 15. Gesamtrang und Platz vier in der Super-G-Wertung. Am 9. Dezember 2016 feierte sie im Super-G von Kvitfjell ihren ersten Europacupsieg. Bei den Juniorenweltmeisterschaften in Åre gewann sie im März 2017 die Bronzemedaille im Super-G.
Ihr Weltcup-Debüt gab Dengscherz am 9. Dezember 2015 in der Abfahrt von Val-d’Isère. Im Super-G von Zauchensee gewann sie im Jänner 2016 mit Platz 30 ihren ersten Weltcuppunkt. Im Dezember 2017 konnte sie mit einem 30. Rang in der Abfahrt von Lake Louise erstmals auch in dieser Disziplin punkten. Nach einer eher enttäuschenden Saison strich sie der ÖSV aus dem Kader, woraufhin sie im Mai 2018 im Alter von 21 Jahren vom aktiven Leistungssport zurücktrat. Sie plante ein Studium an der FH Rosenheim.

## Erfolge

### Weltcup
- 2 Platzierungen unter den besten 30

### Europacup
- Saison 2015/16: 4. Super-G-Wertung, 5. Kombinationswertung
- Saison 2016/17: 4. Super-G-Wertung, 7. Abfahrtswertung
- 5 Podestplätze, davon ein Sieg:

| Datum            | Ort       | Land     | Disziplin |
| ---------------- | --------- | -------- | --------- |
| 9. Dezember 2016 | Kvitfjell | Norwegen | Super-G   |

### Juniorenweltmeisterschaften
- Sotschi 2016: 15. Abfahrt, 22. Alpine Kombination
- Åre 2017: 3. Super-G, 17. Abfahrt

### Weitere Erfolge
- Österreichische Jugendmeisterin in der Abfahrt 2014